# Phlomis brachyodon
Phlomis brachyodon là một loài thực vật có hoa trong họ Hoa môi. Loài này được (Boiss.) Zohary ex Rech.f. miêu tả khoa học đầu tiên năm 1940.

## Hình ảnh

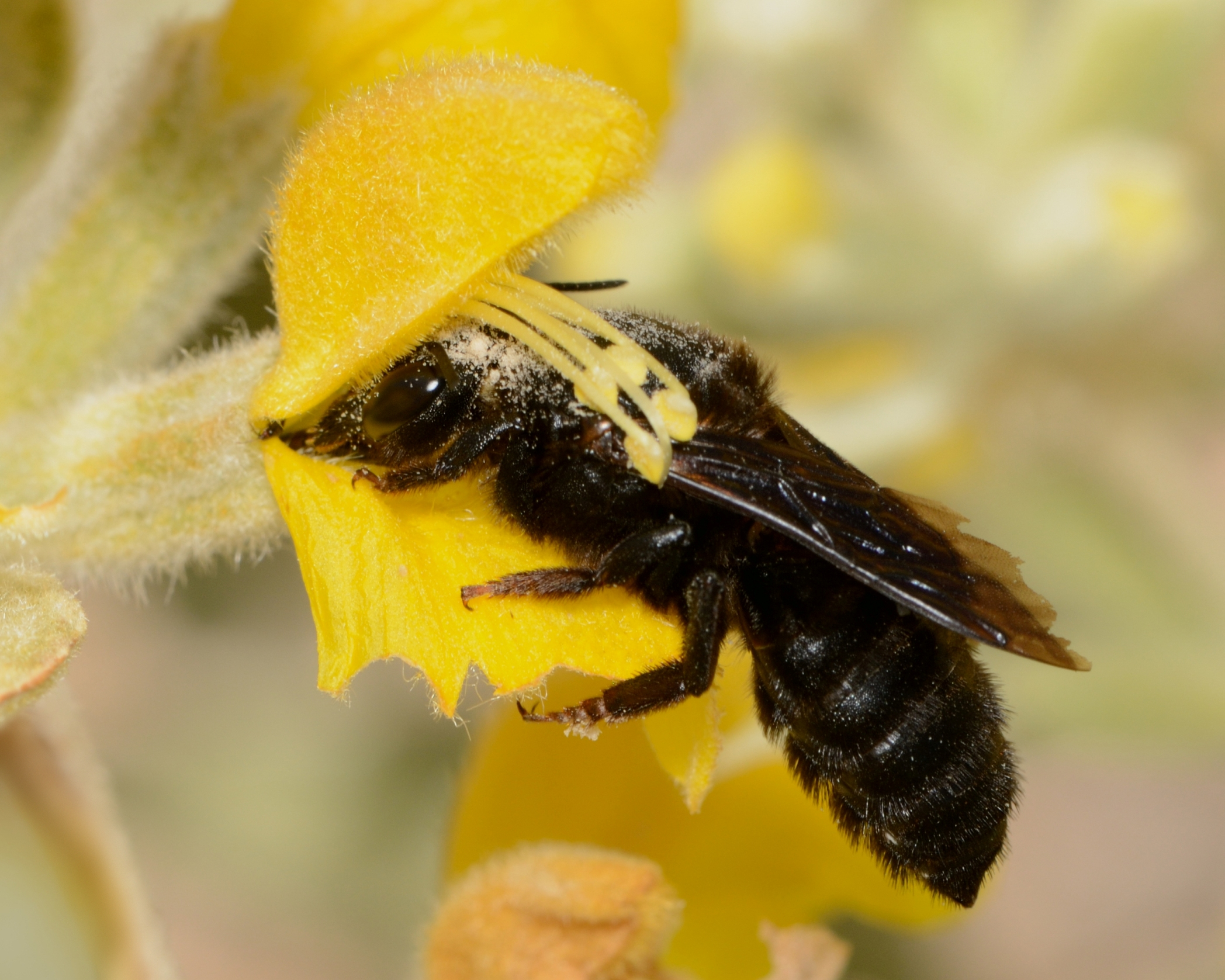
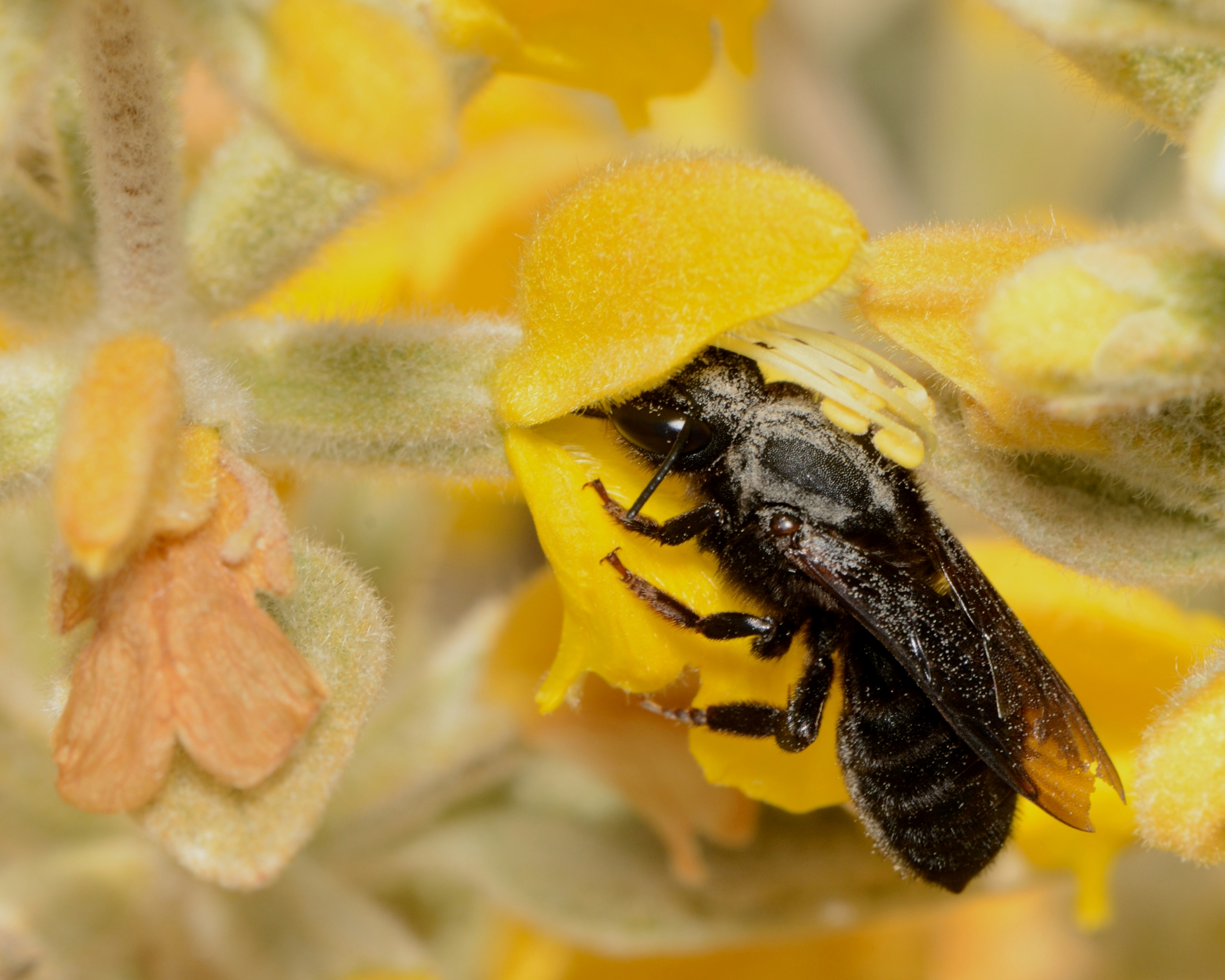